# J. Nozipo Maraire
J. Nozipo Maraire (n. 1966 - ...) este un scriitor din Zimbabwe.